# چندپارگی ایران افشاری

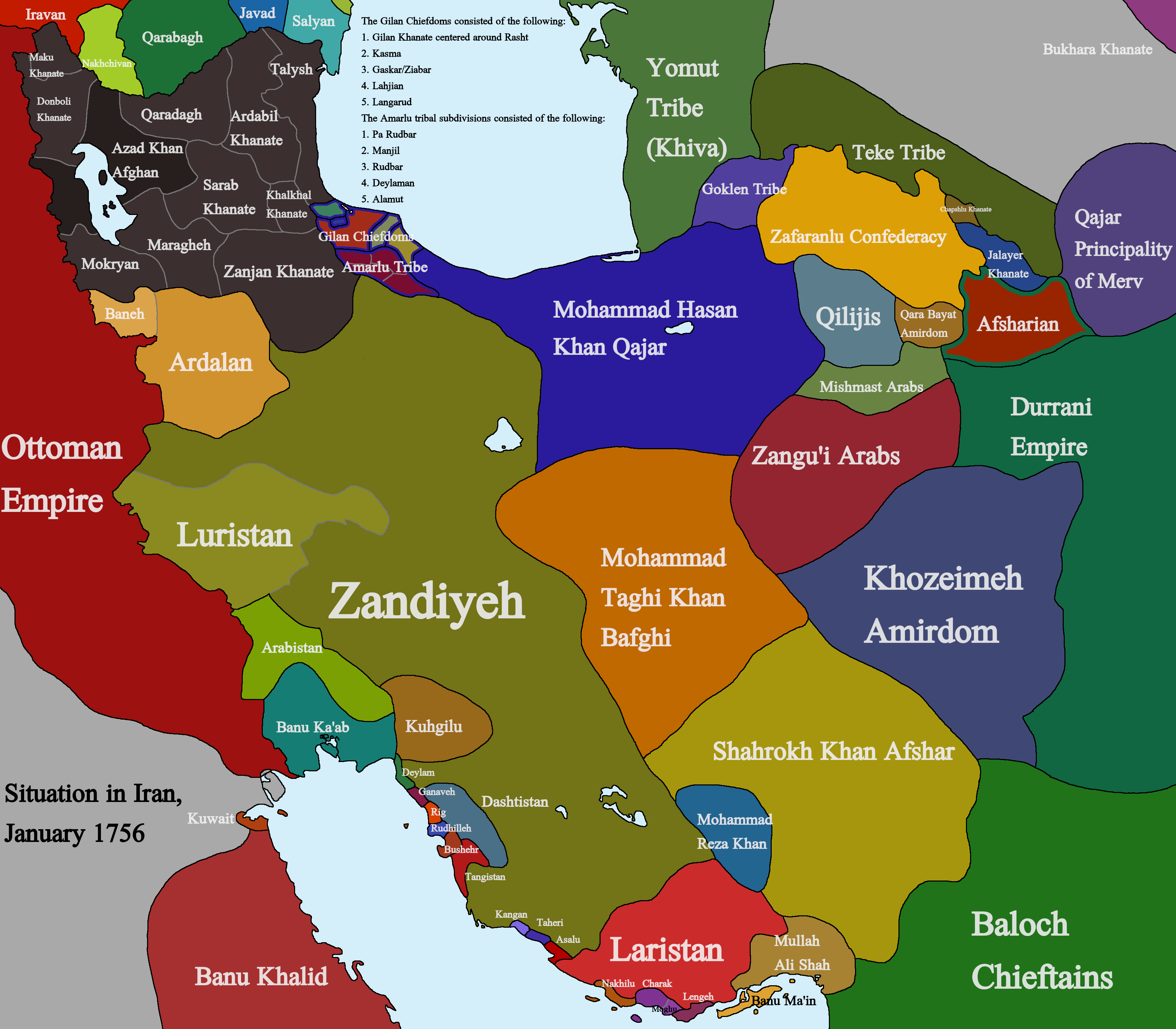
نقشه ایران پس از مرگ نادرشاه در ژانویه ۱۷۵۶ میلادی

پس از کشته شدن نادرشاه در سال ۱۷۴۷ میلادی توسط تعدادی از سردارانش، برادرزاده او علی‌قلی (که احتمالاً در طرح ترور دست داشت) تاج و تخت را در دست گرفت و و خود را عادل‌شاه نامید. او دستور اعدام همه پسران و نوه‌های نادر به استثنای نوه ۱۳ ساله او به نام شاهرخ را داد. در همین هنگام خزانه‌دار پیشین نادر به نام احمدشاه ابدالی با بنیانگذاری امپراتوری درانی ادعای استقلال نمود. در طی این فرایند سرزمین‌های شرقی از دست رفتند و چند دهه بعد افغانستان را شکل دادند. عثمانی‌ها نیز سرزمین‌های از دست رفته خود را در آناتولی شرقی و میان‌رودان را دوباره به چنگ آوردند.
سرزمین‌های شمالی، منسجم‌ترین مناطق ایران، سرنوشت متفاوتی داشتند. ایراکلی دوم و تیموراز دوم، که در سال ۱۷۴۴ توسط خود نادر به دلیل خدماتشان به ترتیب شاه کاختی و کارتلی شده بودند، از بی‌ثباتی استفاده کردند و عملاً مستقل شدند. پس از مرگ تیموراز دوم، ایراکلی دوم کنترل کارتلی را در دست گرفت و با سرزمین خودش پادشاهی کارتیل-کاخت را بنیانگذاری کرد که نخستین فرمانروای گرجستان در سه سده اخیر بود که بر شرق گرجستان حکم می‌راند. با توجه به چرخش دیوانه‌وار حوادث در سرزمین اصلی ایران، او توانست در طول دوره زندیه عملاً مستقل بماند. ایران در دوره قاجار توانست دوباره حاکمیت خود را بر مناطق گرجستان به دست آورد و آن را تا سده ۱۹ که به دست امپراتوری روسیه اشغال شد، حفظ کند.
در همین حال آزادخان افغان (که از اعضای ارتش نادرشاه بود و در لشکرکشی هند شرکت کرد) موفق شد تا سرزمینی میان رود ارس و دریاچه ارومیه را تا سال ۱۷۵۰ تحت کنترل خود درآورد. او سپس اصفهان و شیراز را تصرف کرد اما در سال ۱۷۵۸ از کریم‌خان زند شکست خورد و همه سرزمین‌هایش را از دست داد. طوایف بختیاری و زند به سرزمین مادری خود بازگشتند و با فرماندهان جنگی همسایه بر سر کنترل غرب ایران گفتگو کردند. در همین حال آب‌شوران و مناطق پیرامون آن تحت کنترل خانات باکو بود در حالی که خانات آوار بر داغستان امروز حکم می‌راند. این سرزمین‌ها در کنار شرق گرجستان به ایران اضافه شدند اما سرانجام در سده ۱۹ از طریق دو جنگ با روسیه به این کشور پیوستند. شیوخ عرب نیز در ساحل ایران از این عدم کنترل دولت مرکزی برای استقلال خود استفاده کردند. برجسته‌ترین مدعیان میر مهنا در بندر ریگ، شیخ ناصر اول در بندر بوشهر، عبدالشیخ بنو معین در قشم و هرمز و عرب‌های هوله که از کنگان تا لنگه حکومت می‌کردند، بودند. عمان و خانات ازبک بخارا و خیوه نیز ادعای استقلال کردند.
دودمان افشار به حکومت خود در بخش‌هایی از خراسان به مرکزیت مشهد ادامه دادند. هنگامی که امپراتوری زند به سرعت گسترش یافت، کریم خان برای نشان دادن احترامش به نادرشاه به نوادگانش اجازه داد تا در خراسان حکومت خود را ادامه دهند. این حکومت سرانجام پس از دستیابی قاجاریان به تاج‌وتخت از میان رفت.

## فهرست سرزمین‌های جانشین ایران افشاری
- امپراتوری زند
- امپراتوری درانی
- خانات بلوچ
- پادشاهی کارتیل-کاخت
- خانات آذربایجان ایران
- خانات قفقاز
- خانات گیلان
- خان‌های بختیاری
- امپراتوری صفوی
- خانات میمنه
- امیرنشین خزیمه
- خانات نیشابور
- میش‌مست
- زعفرانلو